# Katholisches Medienzentrum

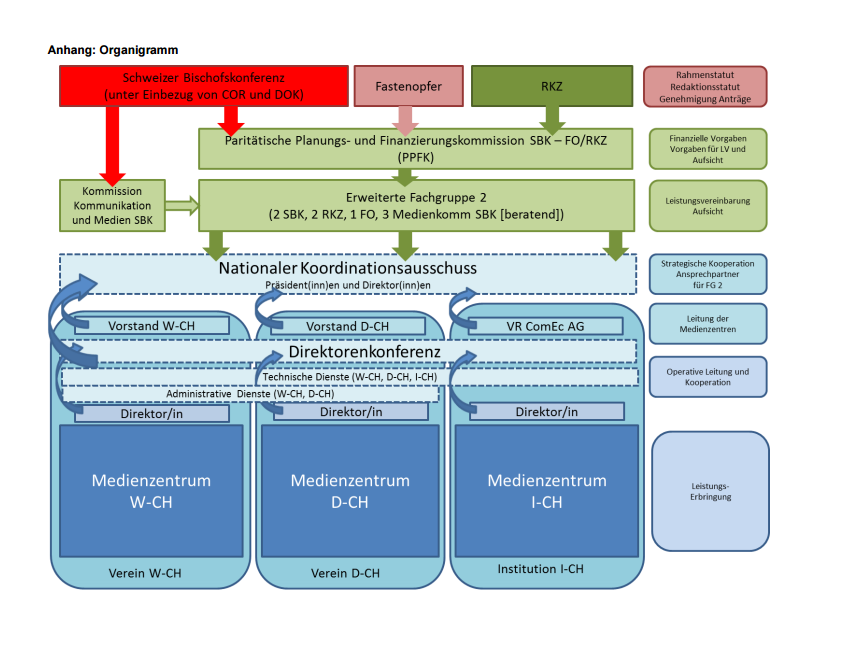
Statuto quadro per i media center in Svizzera (‘’ Rahmenstatut der Medienzentren der Schweiz ‘’).

Il Katholisches Medienzentrum (Centro multimediale cattolico) è un’associazione svizzera nata dalla fusione dei media ecclesiali Medieninstitutionen CCRT, kipa-apic, katholischer Mediendienst, dal portale Internet della Svizzera occidentale cath.ch e dal CCRTv ticinese di Lugano.
L’associazione è stata costituita il 7 maggio 2014 dalla Conferenza Episcopale Svizzera (Schweizer Bischofskonferenz, SBK) e dall'organizzazione di cofinanziamento della Conferenza centrale cattolica romana in Svizzera (Römisch-Katholische Zentralkonferenz der Schweiz, RKZ), quale coordinamento dell’opera della Chiesa cattolica in Svizzera nell’ambito dei media.
In conformità allo Statuto quadro per i media center in Svizzera, i servizi del sito online ‘’cath.ch’’ sono erogati in lingua tedesca, francese e italiana.

## Attività
L’associazione opera nei seguenti ambiti:
- informazione: sviluppo ed elaborazione di contenuti giornalistici su questioni ecclesiali, religiose e sociali per il pubblico dei media.
- consulenza: supervisione dei programmi in collaborazione con la Radiotelevisione Svizzera (SRF);
- pubbliche relazioni: comunicazione e mediazione su temi rilevanti per la Chiesa cattolica e per il pubblico;
- servizi: servizi di formazione, consulenza e simili sui media per conto di comitati e istituzioni ecclesiastiche.

## Organizzazione
L'istituto è guidato dal teologo e massmediologo Charles Martig, mentre dal 2021 il Consiglio di Sorvglianza è presieduto dal cappuccino  Adrian Müller, direttore della rivista cappuccina ITE.
Il caporedattore è Raphael Rauch, mentre la responsabilità ecclesiastica dei media è affidata al vescovo Alain de Raemy.

## Sede
Dal 2015 il Katholisches Medienzentrum  ha sede a Zurigo Ovest, nel medesimo luogo nel quale hanno sede anche i redattori di ‘’kath.ch’’, ‘’Medientipp’’, Reformed media e altre ONG.